# Carbondale Hill
Carbondale Hill är en kulle i Kanada.   Den ligger i provinsen Alberta, i den södra delen av landet, 2 900 km väster om huvudstaden Ottawa. Toppen på Carbondale Hill är 1 789 meter över havet, eller 294 meter över den omgivande terrängen. Bredden vid basen är 4,3 km.
Terrängen runt Carbondale Hill är huvudsakligen lite kuperad. Trakten runt Carbondale Hill är nära nog obefolkad, med mindre än två invånare per kvadratkilometer.. Närmaste större samhälle är Bellevue, 16,9 km norr om Carbondale Hill.
I omgivningarna runt Carbondale Hill växer i huvudsak barrskog.